# Soap Lake (Washington)
Soap Lake je grad u američkoj saveznoj državi Washington. Prema popisu stanovništva iz 2010. u njemu je živjelo 1.514 stanovnika.